# Stara Synagoga w Łodzi
Stara Synagoga w Łodzi – pierwsza drewniana synagoga, znajdująca się w Łodzi, przy ulicy Wolborskiej.
Synagoga została zbudowana w 1809 roku przez Mojżesza Fajtłowicza i Pinkusa Zajdlera z Przedborza, na placu nabytym od Józefa Auffschlaga przy ówczesnej ulicy Dworskiej (obecnej Wolborskiej) graniczącym z rynkiem. Bożnica miała 24 łokcie długości i 15 szerokości. Mimo że świątynia była wielokrotnie remontowana, w latach 40. XIX wieku doszło do katastrofy, w wyniku której zginęło wiele osób. Mimo że budowla groziła zawaleniem, Żydzi wciąż się w niej modlili. Dopiero w 1861 roku synagoga została opieczętowana i zamknięta, a nabożeństwa przeniesiono do nowo wybudowanej bożnicy Alte Szil. Wiele lat później na miejscu pierwszej synagogi stanęła rzeźnia staromiejska.